# Gloucester Castle (Schiff)
Die Gloucester Castle war ein 1911 in Dienst gestellter Passagierdampfer, der von der britischen Reederei Union-Castle Line im Passagier- und Postverkehr zwischen Großbritannien und Südafrika eingesetzt wurde. Im Ersten Weltkrieg diente das Schiff als Hospitalschiff. Im Zweiten Weltkrieg blieb der Dampfer im zivilen Passagierverkehr, bis er am 15. Juli 1942 im Südatlantik von dem deutschen Hilfskreuzer Michel versenkt wurde. Dabei kamen 93 Menschen ums Leben. Die 61 Überlebenden wurden als Kriegsgefangene in Japan interniert. Das Schicksal des Schiffs wurde erst gegen Kriegsende bekannt; bis dahin hatte die Gloucester Castle als vermisst gegolten.

## Das Schiff

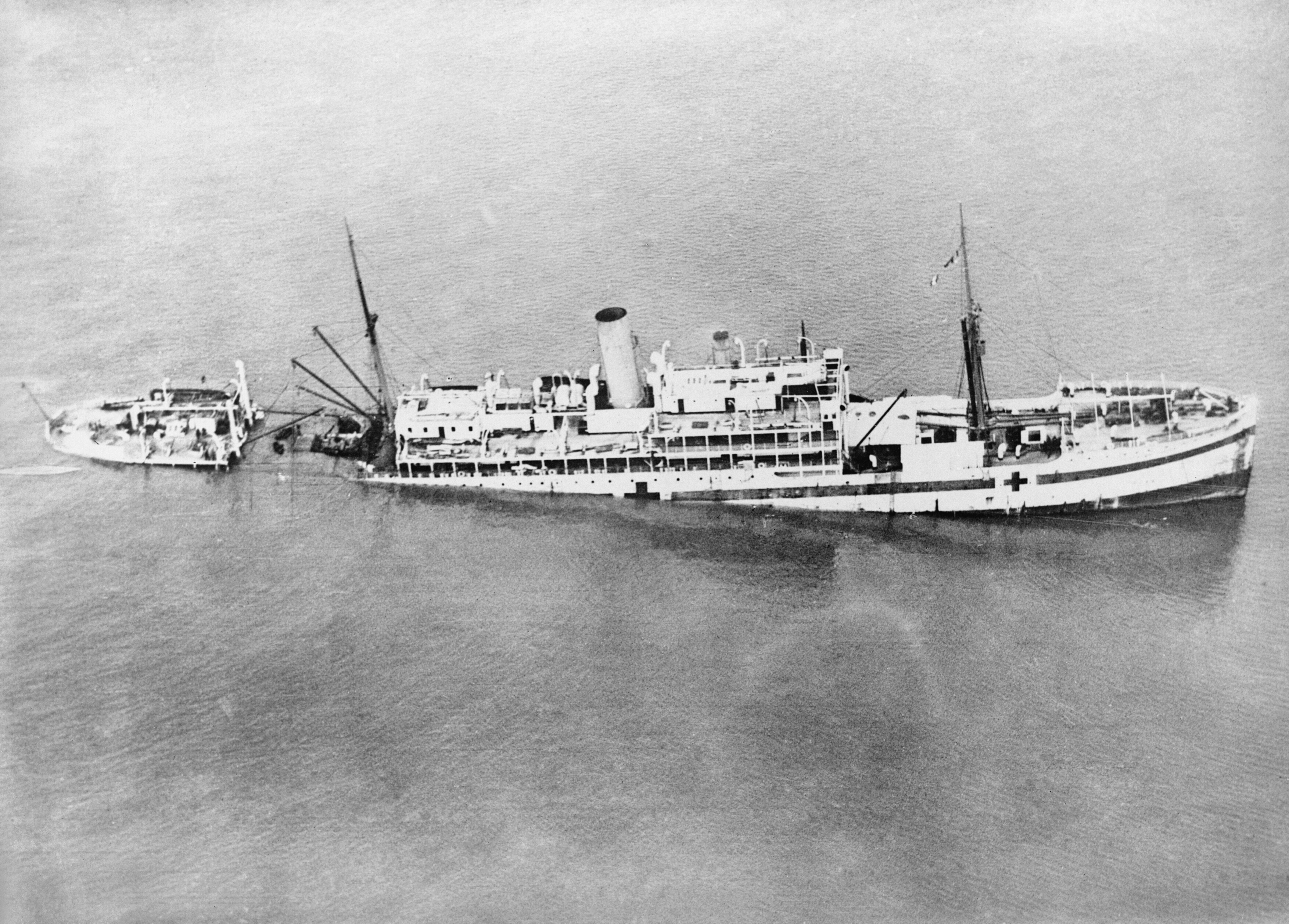
Die eingesunkene Gloucester Castle nach dem Angriff von UB 32 am 31. März 1917

Das 7.999 BRT große Dampfschiff Gloucester Castle wurde für die Union-Castle Line bei der Schiffswerft Fairfield Shipbuilding and Engineering Co. im schottischen Glasgow gebaut und lief am 13. Mai 1911 vom Stapel. Das 137,98 Meter lange und 19,87 Meter breite Schiff hatte einen maximalen Tiefgang von 9,36 Metern. Der Doppelschraubendampfer hatte einen Schornstein, zwei Masten und war mit Vierfachexpansions-Dampfmaschinen ausgestattet, die 722 nominale Pferdestärken leisteten und eine Höchstgeschwindigkeit von 13 Knoten gewährleisteten. An Bord war Platz für 87 Passagiere der Ersten, 130 der Zweiten und 195 der Dritten Klasse. Im August 1911 wurde die Gloucester Castle fertiggestellt.
Die Gloucester Castle hatte zwei Schwesterschiffe, die ebenfalls 1911 in Dienst gestellt und für den London-South and East Africa Intermediate Service genannten Expressdienst im Passagier- und Güterverkehr nach Südafrika gebaut wurden. Diese waren die Galway Castle (7.988 BRT), die 1918 bei Plymouth von einem deutschen U-Boot versenkt wurde und die Guildford Castle (8.036 BRT), die 1933 auf der Elbe nach einer Kollision mit dem Dampfer Stentor der Blue Funnel Line sank.
Ab dem 24. September 1914 diente der Dampfer als HMHS Gloucester Castle als Hospitalschiff mit 410 Patientenbetten. Am 31. März 1917 wurde sie mit 399 Verwundeten an Bord bei der Isle of Wight von einem Torpedo des deutschen U-Boots UB 32 (Kapitänleutnant Max Viebeg) getroffen, ging aber nicht unter. Drei Menschen starben bei der Evakuierung der Besatzung und der Patienten. Das Schiff wurde nach Southampton geschleppt und repariert. Am 9. September 1919 wurde die Gloucester Castle wieder der Reederei übergeben und erneut im London-Südafrika-Dienst eingesetzt.

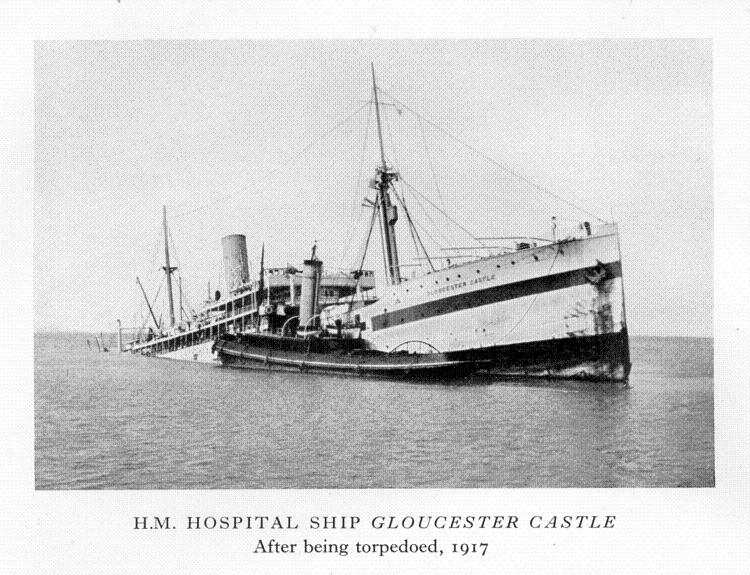
Die von UB 32 getroffene Gloucester Castle aus einer anderen Perspektive

Ab 1922 wurde es für den Afrika-Rundservice verwendet, wobei zwei Schiffe der Union-Castle Line von London durch den Sueskanal und über das Kap der Guten Hoffnung und zwei andere Schiffe in entgegengesetzter Richtung fuhren. Während dieser Zeit erhielt das Schiff wegen seiner geringen Geschwindigkeit den Spitznamen Go, Slowster Castle (auf Deutsch in etwa „Los, langsame Castle“). 1927 wurde die Gloucester Castle auf dieser Route von der neuen Llandaff Castle ersetzt und fuhr fortan nur noch Häfen an der südafrikanischen Westküste an.
Aufgrund ihres Alters wurde die Gloucester Castle schließlich in Netley Abbey aufgelegt und zum Abbruch verkauft. Nach dem Ausbruch des Zweiten Weltkriegs wurden jedoch wieder Schiffe benötigt und der inzwischen 28 Jahre alte Dampfer wurde ab September 1939 wieder im zivilen Linienverkehr von England nach Südafrika verwendet.

## Versenkung
Am Sonntag, dem 21. Juni 1942 legte die Gloucester Castle unter dem Kommando des 59-jährigen Kapitäns Herbert Harold Rose in Birkenhead mit Passagieren, Post und Fracht zu einer Fahrt nach Simon’s Town in der südafrikanischen Provinz Westkap ab. Unter den Passagieren waren zwölf Frauen und zwei Kinder, die im Simon’s Town Naval Dockyard mit ihren Ehemännern bzw. Vätern wiedervereint werden sollten. Die Reise sollte dann nach Kapstadt, Port Elizabeth und East London weitergehen. Die Gloucester Castle fuhr zunächst in dem aus 44 Schiffen bestehenden Konvoi OS.32, der sich aber nach einigen Tagen auflöste, da die Schiffe Ziele in unterschiedlichen Himmelsrichtungen ansteuerten.
Am 31. August 1942 meldete dann das Shipping Casualty Department der britischen Admiralität der Reederei, dass das Schiff gravely late (in etwa „ernstlich verspätet“) war und daher als verschollen gemeldet werden müsse. Es gab jahrelang keinerlei Anzeichen für den Verbleib. Erst in der Endphase des Kriegs kamen dem Roten Kreuz Informationen zu, dass sich Überlebende der Gloucester Castle in japanischer Kriegsgefangenschaft befanden.
Am Mittwoch, dem 15. Juli 1942 befand sich die Gloucester Castle vor der Insel Ascension, etwa 1300 Meilen südöstlich von Freetown. Es war den ganzen Tag warm und stickig mit tropischen Schauern. Nach Einbruch der Dunkelheit wurde das Schiff verdunkelt. Der Ausguckposten sah nichts Verdächtiges. Gegen 19.00 Uhr wurde das unbewaffnete und uneskortierte Schiff von dem deutschen Hilfskreuzer Michel (Kapitän zur See Hellmuth von Ruckteschell) ohne Vorwarnung angegriffen. Es gab einen lauten Knall an Steuerbord, als die erste Granate in die Bordwand einschlug.
Der Beschuss richtete sich zunächst auf die Kommandobrücke und die Funkstation, sodass kein Notruf abgesetzt werden konnte. Die Funkantenne wurde heruntergeschossen und die Bordfunker wurden sofort getötet. Es folgten weitere Granaten sowie Beschuss durch Maschinengewehre und 37-mm-Flugabwehrkanonen. Die zweite Granate traf den Speisesaal im hinteren Ende des Deckhauses, wo sich die ersten Passagiere zum Abendessen eingefunden hatten. Der Saal ging schnell in Flammen auf. Das getroffene Schiff bekam Schlagseite, die schnell zunahm. Es ist nicht bekannt, wie viele Menschen bereits durch den Beschuss ums Leben kamen.
Sämtliche Rettungsboote an der Steuerbordseite waren weggeschossen oder so schwer beschädigt worden, dass sie nicht mehr benutzt werden konnten. Der Zweite Maat R. Pargitter, der sich zum Zeitpunkt des Angriffs auf der Brücke befunden hatte, eilte zur Backbordseite des Bootsdecks und versuchte dort, mit eigener Hand Rettungsboot Nr. 3 auszusetzen. Gerade, als er eine Frau und ein Kind in das Boot gesetzt hatte, neigte sich die Gloucester Castle schwer nach Backbord. Die Seile, in denen das Boot hing, rissen, sodass das Boot heftig ausschwang und Frau und Kind in die See schleuderten. Als das Seewasser sie erreichte, rief ein Offizier einer Gruppe von Passagieren, die an der Reling des Bootsdecks standen, zu, dass sie springen sollten.
Für weitere Evakuierungsversuche war keine Zeit; die Gloucester Castle sank in weniger als zehn Minuten. Kapitän Rose, 81 Besatzungsmitglieder, drei männliche und sechs weibliche Passagiere sowie die beiden Kinder kamen ums Leben. Die 61 Überlebenden wurden als Kriegsgefangene an Bord der Michel genommen, später zum Tanker Charlotte Schliemann transferiert und schließlich nach Yokohama gebracht, wo sie interniert wurden und Zwangsarbeit leisten mussten. Zwei von ihnen starben in der Gefangenschaft. Die Überlebenden konnten erst nach ihrer Befreiung nach dem Ende des Zweiten Weltkriegs über die Versenkung und die entsetzlichen Umstände, unter denen sie leben und arbeiten mussten, berichten. Hellmuth von Ruckteschell, der Kommandant des Hilfskreuzers kam nach Kriegsende wegen Verstößen gegen das internationale Seekriegsrecht vor ein britisches Militärgericht und wurde zu zehn Jahren Haft verurteilt. Er starb 1948 in der Haft.